# Arne Dahl
Arne Dahl, pseudonimo di  Jan Arnald (Sollentuna, 11 gennaio 1963), è uno scrittore e critico letterario svedese.
A Stoccolma collabora con l'Accademia di Svezia. Scrive principalmente romanzi gialli sotto il suo pseudonimo ed è famoso soprattutto per la serie di romanzi incentrati sul "Gruppo A", pubblicata in Italia da Marsilio. La serie, tradotta in venticinque lingue e premiata con il Palle Rosenkrantz Prisen e più volte con il Deutscher Krimipreis, è ambientata a Stoccolma e ha per protagonista Paul Hjelm.

## Opere
Serie del "Gruppo A"
1. 1998 - Ont blod - La linea del male (2006), Marsilio Editori, traduzione di Carmen Giorgetti Cima ISBN 88-317-9082-X
2. 1999 - Misterioso - Misterioso (2009), Marsilio Editori, traduzione di Carmen Giorgetti Cima ISBN 978-88-317-9678-1
3. 2000 - Upp till toppen av berget - Falso bersaglio (2011), Marsilio Editori, traduzione di Carmen Giorgetti Cima ISBN 978-88-317-0807-4
4. 2001 - Europa Blues - Europa Blues (2012), Marsilio Editori, traduzione di Carmen Giorgetti Cima ISBN 978-88-317-1128-9
5. 2002 - De största vatten - Come sigillo sul tuo cuore (2014), Marsilio Editori, traduzione di Carmen Giorgetti Cima ISBN 978-88-317-2000-7
6. 2003 - En midsommarnattsdröm (ancora inedito in Italia)
7. 2004 - Dödsmässa (ancora inedito in Italia)
8. 2005 – Mörkertal (ancora inedito in Italia)
9. 2006 – Efterskalv (ancora inedito in Italia)
10. 2007 – Himmelsöga (ancora inedito in Italia)
11. 2008 – Elva (ancora inedito in Italia)

Serie "Op-Cop"
1. 2011 – Viskleken  - Brama (2014), Marsilio Editori, traduzione di Carmen Giorgetti Cima ISBN 978-88-317-1736-6
2. 2012 - Hela havet stormar - Ira (2015), Marsilio Editori, traduzione di Carmen Giorgetti Cima ISBN 978-88-317-2088-5
3. 2013 - Blindbock (ancora inedito in Italia)
4. 2014 - Sista paret ut (ancora inedito in Italia)

Serie di Sam Berger e Molly Blom
1. 2016 – Utmarker  - Il tempo del male (2017), Marsilio Editori, traduzione di Alessandro Borini ISBN 978-88-317-2699-3
2. 2017 – Inland - Inferno bianco (2018), Marsilio Editori, traduzione di Alessandro Borini  ISBN 978-88-317-1095-4
3. 2018 - Mittvatten - Apnea (2019), Marsilio Editori, traduzione di Alessandro Borini e Samanta K. Milton Knowles ISBN 978-88-297-0018-9